# Arteche (Samar oriental)
Arteche est une municipalité de la province du Samar oriental, aux Philippines.
Sa population est de 16 026 habitants au recensement de 2015 sur une superficie de 169,82 km2, subdivisée en 20 barangays.

## Démographie
| Année | Habitants | Évolution |
| ----- | --------- | --------- |
| 1960  | 8 647     | -         |
| 1970  | 9 330     | +0,76%    |
| 1975  | 10 246    | +1,90%    |
| 1980  | 11 686    | +2,66%    |
| 1990  | 11 245    | −0,38%    |
| 1995  | 12 538    | +2,06%    |
| 2000  | 13 024    | +0,82%    |
| 2007  | 14 354    | +1,35%    |
| 2010  | 15 164    | +2,02%    |
| 2015  | 16 026    | +1,06%    |